# Матисьяху
Матисьяху, в сефардском произношении — Матитьягу (англ. Matisyahu; полное имя Matthew Paul Miller (Мэтью Пол Миллер); 30 июня 1979) — американский исполнитель регги еврейского происхождения.

## Биография
Мэтью Миллер родился 30 июня 1979 года в Пенсильвании, откуда вскоре переехал с родителями в Беркли, Калифорния, затем — в Уайт-Плейнс, штат Нью-Йорк. Именно с этим городом связаны его первые детские воспоминания, воплотившиеся позднее в тексте одной из будущих песен — WP с альбома Youth. Мэтью рос во вполне светской еврейской семье, получая либеральное воспитание в традициях реконструктивистского иудаизма. Его родители были социальными работниками — отец занимался проблемами бездомных, мать работала в школе. В скором времени к родительской опеке прибавился контроль со стороны педагогов еврейской школы «Бет ам-Шалом», против которого Мэтью отчаянно бунтовал, несмотря на то, что учился только три дня в неделю. К моменту празднования бар-мицвы, которое с шумом прошло в итальянском ресторане, положение юного Мэтью в школе стало шатким — из-за своего скверного поведения он уже несколько раз оказывался на грани отчисления. В свои 14 лет он отращивал дреды, отлично играл на барабанах и бонго, ловко имитировал ударные инструменты и тянулся в школьном окружении к таким же бунтарям, как и он сам. Тогда же на почве общих музыкальных интересов будущий «регги-хасид» сблизился с хиппи, однако творческие увлечения не были единственным способом самовыражения Мэтью, по-прежнему одолеваемого хулиганскими страстями. Чтобы как-то утихомирить сорванца, родители «сослали» его в лагерь в безлюдной местности штата Колорадо, где наблюдая за красотой Скалистых гор, тот смог бы спокойно обдумать свои поступки. Казалось, что этот поход, а также последующая поездка в Израиль с трёхмесячным курсом обучения в Alexander Muss High School в городе Од ха-Шарон и несколько каникулярных недель на берегах Мёртвого моря помогли ему разобраться в себе и понять, на что лучше направить избыток сил.

MC Truth, будущий Матисьяху

Однако, вернувшись обратно в США, Мэтью, вопреки ожиданиям, продолжил прежний образ жизни, усугубив ситуацию тем, что начал принимать галлюциногены. Однажды он едва не сжёг школьный кабинет химии, после чего решил бросить школу и отправиться путешествовать, сопровождая группу Phish в турне по стране. С трудом, но родителям всё-таки удалось убедить его продолжить образование. Они отправили сына в Бенд, штат Орегон, где в специальной реабилитационной школе, расположенной в пустынной местности, он вместе с другими трудными подростками учился и параллельно развивал свои творческие способности в течение двух лет. Он с головой погрузился в музыкальные занятия, упражняясь в чтении рэпа, вокальном искусстве и битбоксинге — голосовой имитации инструментов, получал артистическую подготовку. Курс «музыкальной психотерапии» не прошёл даром. Мэтью вернулся к нормальной жизни — он купил мотоцикл, устроился работать на горнолыжной базе, где имел возможность вдоволь кататься на сноуборде и участвовать в соревнованиях рэперов в местном кафе. Здесь он успел приобрести некоторую известность, выступая под сценическим псевдонимом MC Truth. Фактически именно тогда он начал нащупывать тот интригующий сплав регги и хип-хопа, который через несколько лет превратит его в самого знаменитого хасида.
Продолжив образование в нью-йоркском колледже «Новая школа социальных исследований», он зачастил в синагогу «Карлебах Шул» (Carlebach Shul). Не забывал Мэтью и о музыке — в Нью-Йорке им была приобретены: специальная аудиосистема для выступлений (PA system) и первые пластинки с записями инструментальных версий песен регги для будущей коллекции. В парке Вашингтон-Сквер он случайно познакомился с раввином Довом-Йоной Корном, который с пониманием отнёсся к его исканиям и приобщил к музыкальным традициям евреев-хасидов. В этих песнях молодой исполнитель ощутил огромный духовный потенциал. Именно тогда Мэтью выбрал в качестве нового сценического псевдонима еврейский вариант своего имени, бывший к тому же его школьным прозвищем, — Матисьяху, что в переводе с иврита означает «Дар Яхве» или «Дар Иеговы» (имя одного из лидеров восстания Маккавеев, в греческом варианте — Маттафии Хасмонея), хотя позже выяснилось, что при обрезании ему было дано имя на идише — Файвиш-Гершл.

Какое моё еврейское имя? Мои родители нашли мой сертификат об обрезании и, как оказалось, моё еврейские имя — Файвиш-Гершл. Меня называли Матисьяху уже несколько лет. И к Торе меня вызывали как Матисьяху. Я обратился к своему раввину, и тот сказал: «Все знают тебя только как Матисьяху, твоё имя — Матисьяху».
Оригинальный текст (англ.)What's my Jewish name? My parents found my bris certificate, and the name on there is Feivish Hershel. I've been called Matisyahu for the last few years; I have been called to the Torah as Matisyahu." 

The Rabbi said, "Nobody knows you as anything but Matisyahu, your name is Matisyahu."

### Религиозные взгляды

Жена певца, Талия Миллер

Подросток, не признававший над собой никаких авторитетов, в конце концов нашёл духовную опору в хасидизме. Своей религиозностью и поддержкой в музыкальной карьере он обязан общине, принадлежащей к движению Хабад Любавич. Религиозное образование получил в рамках девятимесячного обучения в местной иешиве «Хадар-Хатора» (Hadar Hatorah, буквально — «великолепие Торы»), созданной специально для баалей-тшува (евреев, вернувшихся на путь Торы и заповедей). В лоне хабадского течения иудаизма Матисьяху оставался вплоть до осени 2007, после чего примкнул к другой хасидской группе — Карлин-Столин, известной несколько необычной экспрессивной манерой произнесения молитв. Он ведёт еврейский образ жизни, никогда не работает по субботам и верит в святость каждого прикосновения, поэтому избегает любого контакта с женщинами, даже обычных рукопожатий. Зато практически в каждой гастроли певца сопровождает его верная жена Тали. Тали и Мэтью являются счастливыми родителями двоих детей. В перерывах между гастрольными турами семейство проживает в Нью-Йорке в районе Краун-Хайтс, Бруклин.
В декабре 2011 года Матисьяху побрился.
В настоящее время вызывает сомнение факт присутствия «веры в святость каждого прикосновения» — так, на концерте в московском клубе «Arena Moscow» 14 марта 2013 года, Матисьяху прыгнул со сцены в толпу, осуществив так называемый «crowd surfing», во время которого невозможно избежать прикосновений, в том числе, и со стороны женщин. Один из концертов Матисьяху проходил в Петербурге 16 марта 2013 года, то есть в субботу, отсюда мог бы возникнуть вопрос о соблюдении артистом шаббата. Тем не менее, по еврейской традиции день начинается и заканчивается с заходом солнца, поэтому, намеченное на 21 час 15 минут, то есть после захода солнца, выступление Матисьяху никак не противоречило соблюдению субботы.

### Особенности стиля
Религиозные и нравственные искания Мэтью Миллера наложили глубокий отпечаток на его творчество и в конце концов позволили занять собственную нишу в музыке. Авторитетом номер один в области хасидской музыки для Матисьяху стал рабби Шломо Карлебах. Вторым главным источником вдохновения для Матисьяху по-прежнему остаётся регги, в первую очередь в его оригинальном варианте, открытом европейцам и американцам Бобом Марли. Уникальность стиля Матисьяху заключается в умении сочетать разнообразные техники исполнения и голосоведения: скороговорки в духе Джона Скэтмена, протяжный вокал, свойственный хасидским напевам — нигунам, упругие ритмы и неожиданные ходы-синкопы, построенные по всем канонам ямайского дэнсхолла и уан-дроп-регги, и, конечно, освоенный им в совершенстве, битбокс. Фирменным знаком певца служат звучащие рефреном «oy va voys», «yiggy-ay-ay-yo» и «we want Moshiach now».

### Выход на большую сцену

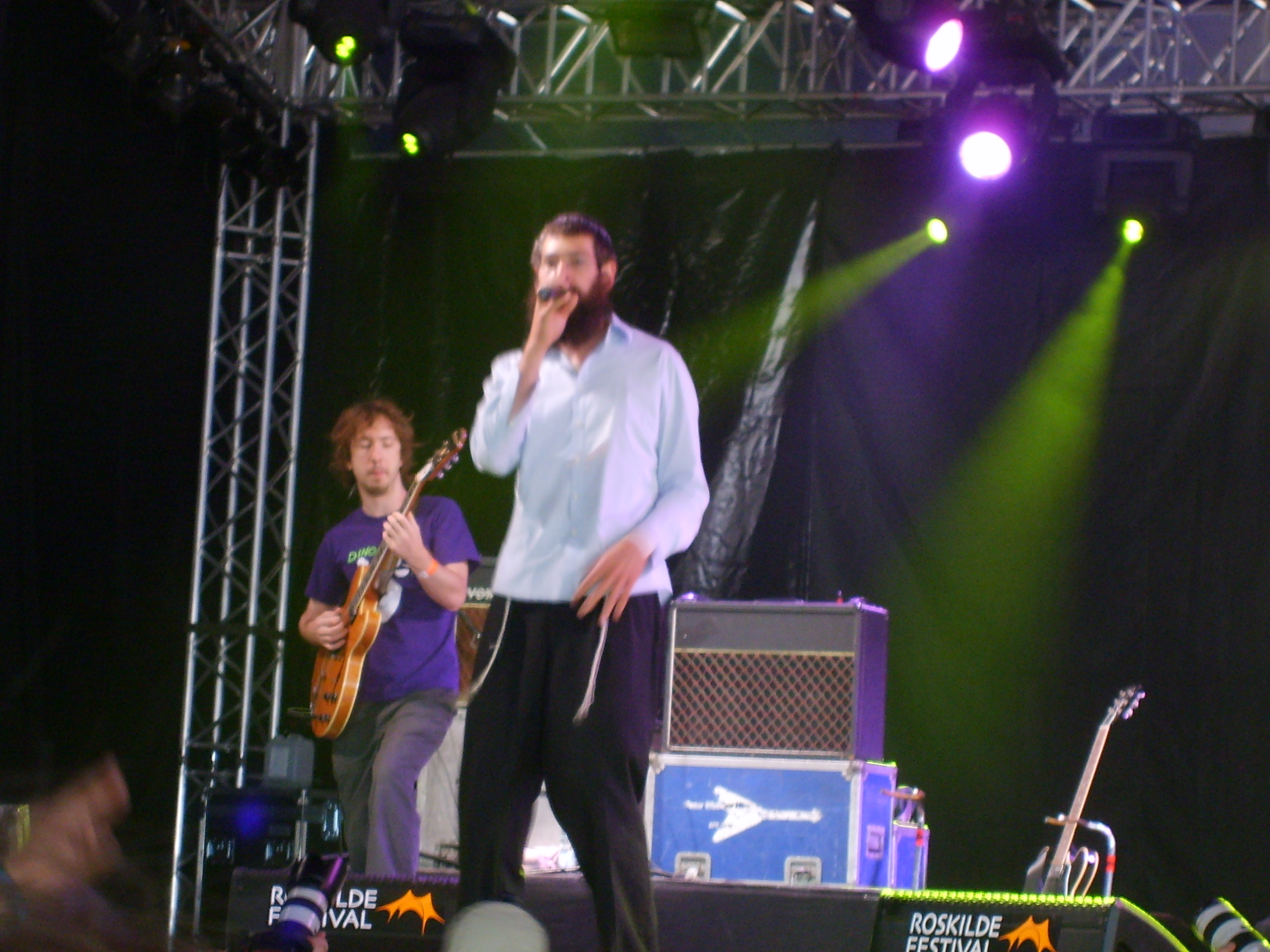
Выступление на музыкальном фестивале в Роскилле, Дания (2006). На заднем плане — Аарон Дуган.

Гитарист Аарон Дуган (Aaron Dugan), басист Джош Вернер (Josh Werner), барабанщик Джона Дэвид (Jonah David) — эта группа поддержки помогла Матисьяху разобраться с его наработками и подготовить дебютный альбома под названием «Shake Off the Dust… Arise» (2004). Воспринимавшийся не столько как достойное внимания музыкальное явление, сколько как очередная диковинка, рассчитанная на однодневный успех, Матисьяху не сразу нашёл своего слушателя. Поддержка и уважение со стороны самой разной публики, которое порой удивляло даже его самого, появились довольно быстро, но для того чтобы хоть как-то «отметиться» в чартах, этого было слишком мало. Во время живых выступлений появление на сцене почти двухметровой фигуры музыканта с пейсами из-под ермолки, всклокоченной бородой и свисающими по швам ритуальными пучками нитей — цицит, повергало в шок даже самых искушённых зрителей. Помимо необычного внешнего вида и общего экзальтированного настроения, царящего на концертах Матисьяху, отход от формата проявился также в текстах песен — од во славу иудаизма, звучащих на причудливой смеси английского, иногда с имитацией ямайского произношения, идиша и иврита. Между тем критики сразу разобрались, что к чему, и единодушно отмечали глубокое понимание и отличное исполнение регги, интересные семплы, заимствованные из старых классических регги-записей, искренность и интенсивную эмоциональность песен. Но настоящая известность пришла к певцу после его интервью популярному американскому телеведущему Дэвиду Леттерману. С лёгкой руки другого шоумена, Джимми Киммеля, стиль Матисьяху получил название hasidic hip-hop reggae. Концертная деятельность Матисьяху и компании охватывала на первых порах только территорию Соединённых Штатов, но его харизма, открытость со слушателями, необычный имидж сделали своё дело. Шоу, сыгранное командой в Остине, штат Техас, 19 февраля 2005 года, легло в основу успешного концертного альбома «Live at Stubb’s» (2005). В Америке в течение только первого года объёмы продаж релиза превысили 500 тысяч копий, главным образом благодаря активной ротации на радио хит-сингла «King Without а Crown».

### Популярность

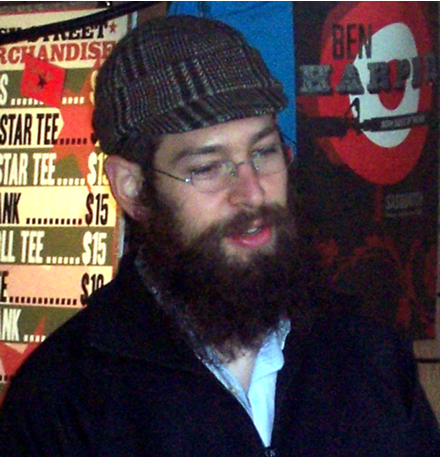
Матисьяху раздаёт автографы фанатам на фестивале «Сэсквоч» в Джордже, штат Вашингтон (2006)

Наработок для следующего студийного альбома тоже хватало. Оформлением новых идей музыканты занялись в конце 2005 года, с тем чтобы весной 2006-го представить второй лонг-плей «Youth», ставший дебютной записью артиста на мейджор-лейбле. Эта колоритная смесь современного регги, хип-хопа, танцевальных ритмов и традиционной еврейской музыки попала на хорошо подготовленную почву — в руки заинтригованных меломанов — и моментально взлетела на четвёртую позицию американского поп-чарта. По мнению некоторых критиков, второй альбом звучал чересчур гладко, коммерчески, в нём чувствовался точный расчёт на внешний эффект. В то же время основные звуковые достоинства альбома: «вычищенное до блеска» звучание и продуманная структура, — являются заслугой продюсера — Билла Ласвелла. Тогда же, в 2006-м, именитый продюсер и первоначальный состав инструментальной группы Матисьяху под названием Roots Tonic выпустили совместный диск, рассчитанный в основном на любителей даб-музыки. На концертах ему также часто аккомпанируют музыканты группы Dub Trio:
- Стю Брукс (англ. Stu Brooks) — бас-гитара, клавишные, спецэфекты;
- Ди-пи Холмс (англ. D.P. Holmes) — гитара, клавишные, спецэффекты;
- Джо Томино (англ. Joe Tomino) — ударные, клавишные, спецэффекты.

Текущий состав бэк-группы Матисьяху, помимо трёх вышеперечисленных музыкантов, также включает гитариста Аарона Дугана и клавишника Роба Маршера.
В декабре 2011 года Матисьяху исполнил несколько песен в студии американского Rolling Stone и пообщался с поклонниками

## Дискография

### Студийные альбомы
| Дата выпуска    | Название                   | Лейбл                 | Высшая позиция в US Billboard | US RIAA Certification |
| --------------- | -------------------------- | --------------------- | ----------------------------- | --------------------- |
| 12 октября 2004 | Shake Off the Dust...Arise | JDub Records          |                               |                       |
| 7 марта 2006    | Youth                      | JDub/Or Music/Epic    | #4                            | Золотой               |
| 25 августа 2009 | Light                      | JDub/Or Music/Epic    |                               |                       |
| 3 июня 2014     | Akeda                      | Akeda/Elm City        |                               |                       |
| 19 мая 2017     | Undercurrent               | Fallen Sparks Records |                               |                       |

### Другие записи
| Дата выпуска    | Название                                  | Лейбл              | US Billboard Peak | US RIAA Certification |
| --------------- | ----------------------------------------- | ------------------ | ----------------- | --------------------- |
| 2004            | Connective Redirection (бутлег)           |                    |                   |                       |
| 19 апреля 2005  | Live at Stubb’s (концерт)                 | JDub/Or Music/Epic | #30               | Золотой               |
| 7 марта 2006    | Youth Dub                                 | JDub/Or Music/Epic |                   |                       |
| 26 декабря 2006 | No Place to Be (альбом ремиксов) (CD/DVD) | Sony Music         | #149              |                       |
| 21 октября 2008 | Shattered (EP)                            | Epic               |                   |                       |

### Синглы
| Год  | Название                                                                    | Чарт позиция | Чарт позиция   | Чарт позиция     | Чарт позиция    | Чарт позиция      | Чарт позиция | Альбом               |
| Год  | Название                                                                    | US Hot 100   | US Modern Rock | UK Singles Chart | US Adult Top 40 | Hot Digital Songs | Pop 100      | Альбом               |
| ---- | --------------------------------------------------------------------------- | ------------ | -------------- | ---------------- | --------------- | ----------------- | ------------ | -------------------- |
| 2006 | «King Without a Crown»                                                      | 28           | 7              | -                | -               | 13                | 27           | Live At Stubbs/Youth |
| 2006 | «Youth»                                                                     | -            | 19             | -                | -               | -                 |              | Youth                |
| 2006 | «Jerusalem (Out Of The Darkness Comes Light)» new version with Sly & Robbie | -            | -              | -                | -               | -                 |              | Jerusalem Single     |
| 2009 | «One Day»                                                                   | 85           | 25             | -                | -               | 61                |              | Light                |

### Участие в других записях
| Год  | Название                                                 | Тип релиза | Трек                                 | Примечания                           |
| ---- | -------------------------------------------------------- | ---------- | ------------------------------------ | ------------------------------------ |
| 2006 | V.A. — Playlist: May 2006                                | Сборник    | Fire Of Heaven / Altar Of Earth      |                                      |
| 2006 | P.O.D. — Testify                                         | Альбом     | Roots in Stereo, Strength of My Life |                                      |
| 2006 | C-Rayz Walz — The Dropping                               | Альбом     | Childhood                            | Записан живьём в клубе «The Ribcage» |
| 2006 | SoCalled — The SoCalled Seder                            | Альбом     | 3rd Cup: Yahu                        |                                      |
| 2006 | Ta-Shma — Come, Listen                                   | Альбом     | Rachamana                            |                                      |
| 2007 | V.A. — The Amnesty International Campaign To Save Darfur | Сборник    | Watching The Wheels                  | Трибьют Джону Леннону                |
| 2009 | Crystal Method — Divided By Night                        | Альбом     | Drown in the Now                     |                                      |
| 2009 | Easy Star All-Stars — Easy Star’s Lonely Hearts Dub Band | Альбом     | Within You Without You               | Трибьют The Beatles                  |
| 2010 | Infected Mushroom & Matisyahu — One Day                  | Сингл      | One Day                              | Ремикс                               |

## Матисьяху в кинематографе
- Песня «King without a Crown» вошла в саундтрек к фильму Джудда Апатоу «Немножко беременна».
- Матисьяху снимался в эпизодической роли хасида в сериале «Buddy Gilbert Comes Alive» (США).
- Матисьяху принял участие в съёмках фильма про ортодоксальных евреев «Другие люди в чёрном» (The Other Man in Black), вышедшем в 2013 году, где сыграет самого себя.[18]
- Матисьяху снялся в фильме «Шкатулка проклятия» (2012) в роли Цадока.
- Песня «Live like a Warrior» стала саундтреком фильма «Прогулки с динозаврами» (2013)

## Регалии
- 2006 — Esky Music Awards от журнала «Esquire» — своеобразное гран-при и звание «Самого привлекательного чудака» (Most Lovable Oddball), также назван «наиболее интригующим регги-исполнителем в мире».[19]
- 2006 (6 мая) — Премия 25-й ежегодной церемонии «International Reggae and World Music Awards» в номинации «Лучший новый исполнитель» года.
- 2007 — Альбом «Youth» номинирован на премию «Грэмми» в категории «Лучший регги-альбом».[20]
- 2007 — Израильский журнал «Пнай плюс» включил Матисьяху в список 59-и граждан, составляющих «гордость Израиля».[21]
- 2007 — Журнал «Billboard» поставил Матисьяху на первую позицию в ежегодном «Top 10 Reggae Artistes», также удостоив его эпитета «хип-хоп-аномалии». К слову сказать, вторую позицию в этом чарт-листе скромно занял регги-исполнитель с Ямайки Боб Марли.